# Robert Crane
Robert Kellogg Crane (20 décembre 1919 à Palmyra, New Jersey, États-Unis - 31 octobre 2010 à Williston, Tennessee, États-Unis) est un biochimiste américain surtout connu pour sa découverte du cotransport sodium-glucose.

## Biographie
Robert Kellogg Crane est le fils de Wilbur Fiske Crane, architecte et ingénieur, et de Marie Elisabeth Crane. Il est le petit-fils de Wilbur Crane, un des frères de Stephen Crane.
Il a reçu un baccalauréat en sciences de Washington College en 1942. Après avoir servi dans la Marine pendant la Seconde Guerre mondiale, Crane a étudié la biochimie avec Eric Ball à Harvard de 1946 à 1949, puis a passé un an avec Fritz Lipmann à la Harvard Medical School, et a reçu un Ph.D. en sciences médicales en 1950. Il rejoint ensuite le Department de Chimie Biologique de Carl Cori à l’école de médecine de l’université Washington de Saint-Louis, où a commencé son intérêt durable pour le métabolisme des glucides et y a travaillé jusqu'en 1962. Après cela, il a été professeur et président du département de biochimie de la Chicago Medical School jusqu'en 1966, puis est devenu professeur et directeur du département de physiologie et de biophysique à la Rutgers Medical School (maintenant connue sous le nom Robert Wood Johnson Medical School) de l’université de médecine et d'odontologie du New Jersey jusqu'en 1986. Il a reçu un doctorat en sciences de Washington College en 1982.

## Découverte du cotransport
Dans les années 1950, Crane a joué un rôle central en démontrant que le transport du glucose dans la cellule est la première étape du métabolisme des glucides  et de son contrôle. Il a démontré que ni la phosphorylation-déphosphorylation, ni d'autres réactions covalentes ne rendaient compte du transport de glucose dans l'intestin. 

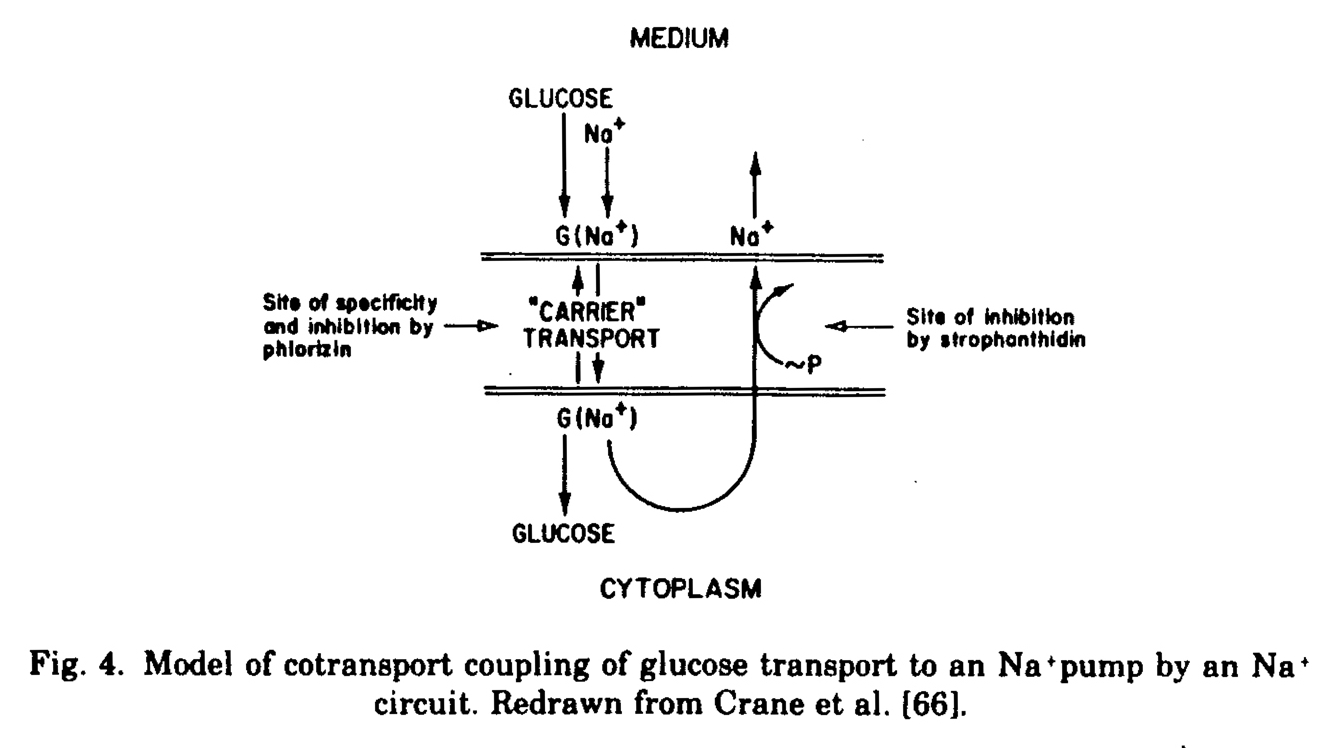
Modèle de couplage en cotransport de transport de glucose vers une pompe Na + par un circuit Na +. Redessiné à partir de Crane ,.

En août 1960, à Prague, Crane présenta pour la première fois sa découverte du cotransport sodium-glucose en tant que mécanisme pour l'absorption intestinale de glucose. Le cotransport fut la première proposition de couplage de flux en biologie et a été l'événement le plus important en ce qui concerne l'absorption des glucides au XXe siècle,.

### Application dans la thérapie de réhydratation orale
La découverte du cotransport par Crane a conduit directement au développement de la thérapie de réhydratation par voie orale,. Ce traitement contrebalance la perte d'eau et d'électrolytes causés par le choléra au moyen d’une solution de sel contenant du glucose qui accélère l'absorption d'eau et d'électrolytes. Ceci est possible car le choléra n'interfère pas avec le cotransport sodium-glucose,.
La thérapie de réhydratation orale sauve la vie de millions de malades du choléra dans les pays sous-développés depuis les années 1980. En 1978, The Lancet a affirmé que “la découverte du couplage du sodium et du glucose dans l'intestin grêle, donc de l'accélération de l'absorption d'eau et d'électrolytes en présence de glucose, a été le progrès médical majeur de ce siècle“.

### Applications pharmaceutiques
La découverte de Crane est également utilisée dans les médicaments blockbuster (plus d'un milliard de dollars de chiffre d’affaires annuel) comme le ISRS Prozac, pour traiter la dépression en inhibant les cotransporteurs Na/sérotonine dans le cerveau.